# Серпокрилець блідий
Серпокрилець блідий (Apus pallidus) — вид птахів родини серпокрильцевих (Apodidae).

## Поширення
Вид поширений у Середземноморському регіоні від Мадейри та Канарських островів з фрагментованим ареалом через Південну Європу та Північну Африку, Туреччину, Ізраїль та Ліван до Ірану та західного Пакистану.

## Підвиди
- A. p. brehmorum Hartert, 1901[3] — на Мадейрі та Канарських островах, у прибережних районах Північної Африки, Південної Європи до Туреччини.
- A. p. illyricus Tschusi, 1907[4] — поширений на північно-західному узбережжі Балканського півострова.
- A. p. pallidus (Shelley, 1870)[5] — поширений від Мавританії через Єгипет і Близький Схід до Пакистану.

## Опис
Блідий серпокрилець за розміром і зовнішнім виглядом схожий на звичайного серпокрильця (Apus apus), хоча, як вказує його назва, він світліший за кольором. Це довгокрилий, коротконогий птах з роздвоєним хвостом, розміром від дзьоба до хвоста 16-17 см. Оперення сірувато-коричневе, за винятком горла, яке білувате.

## Спосіб життя
Бліді серпокрильці розмножуються на скелях і будівлях, часто разом з іншими видами серпокрильців. Гніздо знаходиться в порожнині та покритий листям. Зазвичай два білих яйця висиджують обидва партнери протягом 14-20 днів. Молодняк оперяється через 44-48 днів. Річних виводків буває до двох.